# 457
Cette page concerne l'année 457  du calendrier julien. Pour l'année 457 av. J.-C., voir 457 av. J.-C. Pour le nombre 457, voir 457 (nombre).
L'année 457 est une année commune qui commence un mardi.

## Événements
- 7 février : le patrice Aspar (Alain) choisit Léon Ier, Thrace de son entourage, comme empereur d'Orient (fin du règne en 474)[1]. Son épouse Aelia Verina devient augusta[2].
- 28 février : Ricimer est nommé patrice par l’empereur d’Orient Léon Ier. Il installe un empereur fantoche, Majorien, avec l’intention de régner en son nom[3].
- 29 mars : le patriarche d'Alexandrie Protérius est mis à mort par les Monophysites et remplacé par Timothée[4].

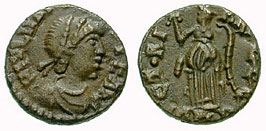
: Majorien

- 1er avril : Majorien, ancien officier d'Aetius, est proclamé empereur romain d'Occident par l'armée de Ravenne (fin en 461). Léon Ier ne lui reconnait que le titre de césar[5]. Majorien poursuit une politique de bonne administration et de réformes, allège le poids des impôts et s’efforce d’introduire un peu d’ordre[6]. Ægidius est nommé par Majorien magister militum en Gaule[7]. Il récupère Lyon sur les Burgondes en 458.
- 30 juillet : début du règne d'Ormizd III, roi de Perse (fin en 459)[8].
- Été : 
  - Les troupes de Majorien repoussent les Alamans qui ont envahi la Rhétie à Bellinzone[9].
  - Ægidius opère contre les Francs rhénans sur la rive gauche du Rhin autour de Cologne[9].
- 28 décembre : Majorien se fait proclamer auguste pour la seconde fois en dépit de Léon Ier[9].

- Childéric Ier, de retour de son exil en Thuringe, devient roi des Francs saliens (fin en 481)[10]. Il épouse la princesse thuringienne Basine, fille ou épouse du roi Basin.

## Décès en 457
- 26 janvier : Marcien, empereur byzantin[1].
- Mérovée, roi des Francs saliens.